# Новинки (на реке Серой, Александровский район)
Новинки — деревня в Александровском районе Владимирской области, входит в состав Андреевского сельского поселения.

## География
Деревня расположена на берегу реки Серая в 19 км на юго-запад от центра поселения села Андреевское и в 4 км на юг от Александрова. 

## История
В конце XIX — начале XX века деревня входила в состав Александровской волости Александровского уезда. В 1859 году в деревне числилось 30 дворов, в 1905 году — 33 двора, в 1926 году — 39 дворов.
С 1929 года деревня являлась центром Ново-Абрамовского сельсовета Александровского района, с 1940 года — в составе Холоповского сельсовета, с 1948 года — в составе пригородной зоны города Александрова, с 1954 года — в составе Иваново-Соболевкого сельсовета,  с 1965 года — в составе Александровского района, с 1967 года — в составе Елькинского сельсовета, с 2005 года — в составе Андреевского сельского поселения.

## Население
| 1859 | 1905 | 1926 | 2002 | 2010 | 2021 |
| ---- | ---- | ---- | ---- | ---- | ---- |
| 189  | ↗280 | ↘211 | ↘116 | ↗158 | ↘157 |